# Tre Principi del Popolo
I Tre Principi del Popolo, anche detti Dottrina San min (三民主義T, 三民主义S, Sān Mín ZhǔyìP, San-min Chu-iW) o Tridemismo, è una filosofia politica sviluppata da Sun Yat-sen per rendere la Cina un Paese libero, ricco e potente. La teoria è stata applicata nella struttura di governo della Repubblica di Cina, che oggi controlla solo l'isola di Taiwan ed altre isole minori. Questa filosofia è la base dell'ideologia del Kuomintang ed è citata anche nel primo verso dell'inno nazionale della Repubblica di Cina. I tre principi sono spesso tradotti e riassunti come nazionalismo, democrazia e benessere del popolo.

## Origini
Nel 1894 la Società per la Rigenerazione della Cina fu fondata. Sun Yat-sen aveva pensato a due soli principi: nazionalismo e democrazia. Pensò al terzo, il benessere del popolo, solo dopo il suo viaggio in Europa (1896-1898) Sun annunciò le sue idee solo nella primavera del 1905, quando a Bruxelles tenne il suo primo discorso sui "Tre Principi del Popolo". Egli riuscì a fondare dei rami della Società per la Rigenerazione della Cina in alcune città europee fra cui Bruxelles, Parigi e Berlino. Dopo che fu fondata la Tongmenghui, o Alleanza Cinese Unita, Sun pubblicò un editoriale nel Min Bao (民報) dove, per la prima volta, spiegava le sue idee in dettaglio. 
I Tre Principi del Popolo sono ispirati al movimento progressista americano ed al pensiero di Abraham Lincoln "potere del popolo, dal popolo e per il popolo" che Sun ebbe l'occasione di conoscere durante il suo viaggio negli Stati Uniti.

## Elenco

### Mínzú
Il principio del Mínzú (民族主義, Mínzú Zhǔyì) è comunemente tradotto come "nazionalismo". Mínzú rappresenta una nazione oppure un gruppo di persone unito da un fine comune, perciò Mínzú viene comunemente tradotto come nazionalismo. Con nazionalismo Sun Yat-sen intendeva anche libertà dalle potenze imperialistiche del tempo (Giappone, Regno Unito, Francia e Germania). Per raggiungerla egli credeva che il popolo cinese dovesse sviluppare un Zhonghua Minzu "nazionalismo della Cina" non basato su un'etnia, ma che, al contrario, unisse tutte le etnie cinesi (Han, Manciù, Mongoli, Hui e Tibetani), che sono rappresentate nella bandiera dei cinque colori della prima Repubblica di Cina (1911-1928).

### Mínquán
Mínquán (民權主義, Mínquán Zhǔyì) è comunemente tradotto come "democrazia", ma può essere tradotto più letteralmente come "potere/governo dal popolo". Sun Yat-sen intendeva come Mínquán un governo costituzionale basato sul principio occidentale di democrazia. La vita politica del Paese sarebbe stata divisa in due "poteri": il potere della politica ed il potere dell'amministrazione.
Il potere della politica (政權, zhèngquán) è il potere del popolo di esprimere la propria visione ed i propri desideri per il Paese, attraverso le elezioni (選舉), la possibilità di rimuovere un rappresentante del popolo (parlamentare) attraverso il voto (罷免), l'iniziativa popolare (創制) ed il referendum (複決),  ed è rappresentato dall'Assemblea Nazionale.
Riguardo al potere dell'amministrazione, Sun Yat-sen si ispirò alla teoria europea della separazione dei poteri aggiungendo alcuni elementi tipicamente cinesi. Il governo della Repubblica di Cina è così formato da cinque poteri (院, yuàn): lo Yuan Legislativo, lo Yuan Esecutivo, lo Yuan Giudiziario, lo Yuan del Controllo e lo Yuan degli Esami.

### Mínshēng
Mínshēng (民生主義, Mínshēng Zhǔyì) è comunemente tradotto come "benessere del popolo", ma può essere trodotto più letteralmente come "governo per il popolo". Mínshēng può essere interpretato come un sistema di previdenza sociale e come una critica diretta alle inadeguatezze sia del sistema capitalista che di quello socialista. Le aree-chiave per assicurare il benessere del popolo sono, secondo Sun, nutrizione, abbigliamento, alloggi e trasporto. Sun Yat-sen morì prima che potesse spiegare come Mínshēng potesse essere applicato concretamente. Alcuni, in special modo i comunisti, suggeriscono che con Mínshēng Sun volesse sostenere il socialismo.

## Letteratura
L'esposizione più chiara di San minn chu-i è in un libro scritto a partire dagli appunti dei discorsi che Sun Yat-sen tenne vicino a Canton ed è dunque aperta alle varie interpretazioni dei vari gruppi e partiti politici. Chiang Kai-shek, ad esempio, aggiunse altre due aree-chiave per il benessere del popolo: istruzione e tempo libero ed escluse ogni interpretazione di mínshēng come qualsivoglia forma di socialismo o comunismo. L'interpretazione della studiosa francese di storia cinese Marie-Claire Bergère è che il libro sopraccitato è un'opera di propaganda con l'obiettivo di un'azione diretta contro la dinastia Qing.

## Influenza
San min chu-i è alla base dell'ideologia del Kuomintang sotto la direzione di Chiang Kai-Shek e del Partito Comunista Cinese. Mentre i due partiti interpretano il principio di nazionalismo allo stesso modo, l'interpretazione dei principi di democrazia e benessere del popolo è molto diversa. Il Kuomintang interpreta Mínquán come socialdemocrazia, il partito comunista lo intende secondo i principi marxisti. Fino agli anni '90 del XX secolo alcune università ed istituzioni accademiche a Taiwan si occupavano esclusivamente della "ricerca e dello sviluppo di san min chu-i", ma con l'avanzare del processo di democratizzazione della Repubblica di Cina, altre teoria politiche affiancano i Tre Principi del Popolo. A Taiwan molte vie ed attività commerciali sono dedicate a san min chu-i  o ad uno dei tre principi. San min chu-i rimane tuttora la base dell'ideologia del Kuomintang e della Costituzione della Repubblica di Cina.
La Lega Rivoluzionaria del Viet Nam era un'unione di partiti nazionalisti vietnamiti, diretta dal Viet Nam Quoc Dan Dang (Kuomintang del Vietnam) il cui obiettivo era l'unione del Vietnam con la Cina.